# 州最高法院
州最高法院（英語：state supreme court；美國州最高法院；在美國某些州的州最高法院會以其他名稱稱之）是指美國州法院系統中的最終司法法庭（即該州的最終審法院）。在州法律問題上，州最高法院的裁決被認為是最終審的，且對州甚至美國聯邦法院均具有約束力。
一般而言，與大多數上訴法院一樣，州最高法院專門審理法律問題的上訴案件。它沒有對事實進行任何偵查，因此沒有進行任何的法庭審理；即所謂的法律審。如果初審法院（第一審法院）在偵查事實時犯了一個過分的錯誤 ；或謂法律判決的錯誤，州最高法院將發還初審法院重新審理。糾正下級法院錯誤的責任是美國各州法院系統中的最高法院一些不同名稱的起源。
美國州最高法院是由美國州憲法規定的方法選出的法官所組成。州最高法院完全不同於州領土內的美國聯邦上訴法院或美國聯邦最高法院（儘管對某些州最高法院判決不服的問題可以向美國最高法院尋求上訴）。

## 美國原住民部落最高法院
- Supreme Court of the Cherokee Nation of Oklahoma (前司法上訴法庭)
- Supreme Court of the Eastern Band of Cherokee Indians (北卡羅來納州)[1]
- 納瓦霍民族最高法院（英语：Supreme Court of the Navajo Nation） (前"上訴法院")

## 外部連結
- State Supreme Courts – System （页面存档备份，存于）
- State supreme courts - Ballotpedia （页面存档备份，存于）

Template:Current US state Chief Justices